# 解析延拓
解析延拓（英語：Analytic continuation）是數學上將解析函數從較小定義域拓展到更大定義域的方法。透過此方法，一些原先發散的級數在新的定義域可具有迥異而有限的值。其中最知名的例子為Γ函数與黎曼ζ函數。

## 初步闡述

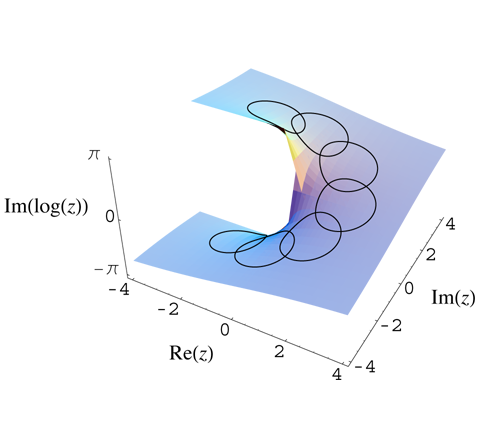
自然對數虛部之解析延拓

若 {\displaystyle f} 為一解析函數，定義於複平面 {\displaystyle \mathbb {C} } 中之一開子集 {\displaystyle U}，而 {\displaystyle V} 是 {\displaystyle \mathbb {C} } 中一更大且包含 {\displaystyle U} 之開子集。{\displaystyle F} 為定義於 {\displaystyle V} 之解析函數，並使
{\displaystyle \displaystyle F(z)=f(z)\qquad \forall z\in U,}
則 {\displaystyle F} 稱為 {\displaystyle f} 之解析延拓。換過來說，將 {\displaystyle F} 函數限制在 {\displaystyle U} 則得到原先的f函數。
解析延拓具有唯一性：
若 {\displaystyle V} 為兩解析函數 {\displaystyle F_{1}} 及 {\displaystyle F_{2}} 的連通定義域，並使 {\displaystyle V} 包含 {\displaystyle U} ；若在 {\displaystyle U} 中所有的 {\displaystyle z} 使得
{\displaystyle F_{1}(z)=F_{2}(z)=f(z)}，
則在 {\displaystyle V} 中所有點
{\displaystyle F_{1}=F_{2}}。
此乃因 {\displaystyle F_{1}-F_{2}} 亦為一解析函數，其值於 {\displaystyle f} 的開放連通定義域 {\displaystyle U} 上為0，必導致整個定義域上的值皆為0。此為全純函數之惟一性定理的直接結果。

## 应用
在复分析处理过程中定义函数的通常做法是，首先在较小的定义域中具体定义函数，然后通过解析延拓将其扩展到指定范围。在实际操作中，为了实现函数的连续性，我们需要在较小的定义域中建立函数方程， 然后通过这个方程拓展定义域。例如黎曼ζ函数和Γ函数。全覆盖的概念最早用来定义解析函数解析延拓之后的自然定义域。寻找函数解析延拓后的最大定义域的想法最后导致了黎曼面的诞生。